# Neumski zaljev
Neumski zaljev (često korišten naziv je i zaljev Klek-Neum ili Neum-Klek) je mali zaljev smješten u okviru većeg Malostonskog zaljeva kojeg zatvara poluotok Klek. Pripada Jadranskom moru i predstavlja jedini izlaz Bosne i Hercegovine na more. Na izlazu iz zaljeva nalaze se 2 otočića: Klještac (Hrvatska) i hrid Lopata (spor između Hrvatske i BiH).
Zaljev na čijoj je obali smješten Neum, dug je 7,7, a širok do 1,6 kilometra i pruža se u smjeru sjeverozapad-jugoistok.
Dubina zaljeva je od 12 do 27 metara, temperatura vode u rujnu u površinskom sloju 19,86°, u dubini od 20 m 20,14°, a zimi (u ožujku) na površini 9,64° i na dnu 9,98°. Slanoća vode na površini kreće se od 29,87 do 35,52‰, a na dubini od 20 m od 37,47 do 37,75‰, a na nju utječu rijeka Neretva i brojna vrela u zaljevu. Voda je slabo prozirna, manje od 10 m dubine. Zaljev obiluje ribom, ali je ribolov zabranjen radi zaštite naselja riblje mlađi. Od vjetrova najjače puše bura.
Na područje Neumskog zaljeva zalazi sedam vrsta morskih pasa i pet vrsta raža, a zaljev je adaptivna zona za još 20 vrsta hrskavičnjača.